# 행운을 부르는 아이, 럭키
《행운을 부르는 아이, 럭키》(영어: The Higher Power of Lucky)는 미국의 소설가인 수잔 패트런이 2006년에 발표한 아동 소설이다. 2007년 뉴베리 상을 수상했으며, 캘리포니아주의 가상의 마을 '하드팬'을 중심으로 이야기가 전개된다.

## 시놉시스
브리지트 아줌마가 지금 럭키를 캘리포니아주 로스앤젤레스에 위치한 고아원으로 보내고 프랑스로 돌아가려고 한다. 절대 용납할 수 없다. 그렇게 되면 친구 링컨과 어린 마일즈, 그리고 사랑스런 개 비글과 헤어져야 한다. 그뿐이 아니다! '열두 단계 치료 모임'을 엿보면서 많을 걸 배우고 있는데, 그것도 포기해야 한다. 럭키에게는 지금 내면의 강력한 힘이 필요하다... 시간이 없다.